# Karol Zarajczyk
Karol Zarajczyk (ur. 1979) – polski przedsiębiorca i menedżer.

## Życiorys
Ukończył studia magisterskie na kierunku finanse i bankowość w Wyższej Szkole Przedsiębiorczości i Zarządzania im. L. Koźmińskiego w Warszawie. Od razu po studiach zaczął pracować w firmie ojca, Andrzeja Zarajczyka, na początku przy sprzedaży Fiata i Alfa Romeo. Doświadczenie zawodowe zdobywał również pracując dla Fiat Automobiles Japan w Tokio, a następnie pełniąc funkcję członka zarządu – dyrektora wykonawczego Ital-Mot Sp. z o.o.. Na stałe związany z grupą POL-MOT Holding od 2004. Pełnił również funkcję wiceprezesa i dyrektora ekonomiczno-finansowego POL-MOT Warfama S.A. (2008–2012), a od 2009 funkcję członka rady nadzorczej Bioenergia Invest S.A. Od 2013 prezes zarządu URSUS S.A. do 3 grudnia 2018, kiedy to zrezygnował z pełnienia funkcji prezesa borykającej się z dużymi problemami spółki.

Ukończył studia podyplomowe The Executive Training Programme (stypendium Komisji Europejskiej) w SDA Bocconi School of Management w Mediolanie, The School of Oriental and African Studies University of London, Sciences Po w Paryżu oraz na Uniwersytecie Waseda w Tokio oraz IESE Business School w Barcelonie (Advanced Management Program, 2017).
Prelegent, laureat wielu nagród, doceniony m.in. przez Polską Agencję Informacji i Inwestycji Zagranicznych za całokształt działalności, skupionej wokół odbudowy marki Ursus.
23 lipca 2020 r. został prezesem Pol-Mot Rail sp. z o.o., ul. Rajców 10, 00-220 Warszawa

## Nagrody i wyróżnienia
- 2015 – nagroda PAIiIZ za ekspansje zagraniczną,
- 2015 – wyróżnienie w konkursie „Polski Przedsiębiorca 2015 Gazety Polskiej Codziennie”[7],
- 2015 – tytuł Ambasadora Polskiej Gospodarki Business Centre Club,
- 2015 – tytuł Top Pracodawca Polski Wschodniej przyznane przez Polskie Towarzystwo Wspierania Przedsiębiorczości[8],
- 2016 – laureat Pereł Honorowych w kat. Gospodarka – przez anglojęzyczny miesięcznik ekonomiczny „Polish Market”[9],
- 2016 – laureat konkursu „Polski Przedsiębiorca 2016 Gazety Polskiej Codziennie” – Eksporter[10],
- 2016 – tytuł Lubelskiego Orła Biznesu,
- 2016 – Nagroda "Lwa Koźmińskiego" – przyznawaną wybitnym absolwentom Akademii Leona Koźmińskiego[11],
- 2017 – laureat Statuetki Wizjoner – tytuł przyznawany przez Dziennik Gazeta Prawna[12].